# Буозо (Лука)
Буозо је насеље у Италији у округу Лука, региону Тоскана.
Према процени из 2011. у насељу је живело 27 становника. Насеље се налази на надморској висини од 262 м.